# ZDF Comedy Sommer
Der ZDF Comedy Sommer ist eine deutsche Stand-up-Comedy-Show, die seit 2022 auf ZDF ausgestrahlt wird. Die Show ist in der ZDF-Mediathek und auf dem YouTube-Kanal ZDF Comedy verfügbar.

## Ablauf der Sendung
Die Show wird aus der Kölner Eventlocation Die Halle, Tor 2 gesendet. In jeder Folge treten verschiedene Comedians auf, darunter ein Gastgeber.

## Folgenübersicht

### 2022: Staffel 1
| Folge | Ausstrahlung          | Gäste                                                                        |
| ----- | --------------------- | ---------------------------------------------------------------------------- |
| Nr. 1 | 15. Juli 2022, 22:30  | Torsten Sträter (Moderator) Lisa Feller Özcan Cosar Maxi Gstettenbauer       |
| Nr. 2 | 22. Juli 2022, 23:15  | Michael Mittermeier (Moderator) Passun Azhand Helene Bockhorst Atze Schröder |
| Nr. 3 | 29. Juli 2022, 23:15  | Tahnee (Moderatorin) Filiz Tasdan Kaya Yanar Moritz Neumeier                 |
| Nr. 4 | 5. August 2022, 22:30 | Abdelkarim (Moderator) Nikita Miller Negah Amiri Ingmar Stadelmann           |

### 2023: Staffel 2
| Folge Nr. | Ausstrahlung  | Gäste                                                                                               |
| --------- | ------------- | --------------------------------------------------------------------------------------------------- |
| Nr. 1     | 23. Juni 2023 | Torsten Sträter (Moderator) Lisa Feller Tony Bauer Maxi Gstettenbauer                               |
| Nr. 2     | 30. Juni 2023 | Till Reiners (Moderator) Christian Ehring Negah Amiri Alex Stoldt                                   |
| Nr. 3     | 7. Juli 2023  | Michael Mittermeier (Moderator) Tobias Mann Nicole Jäger Bülent Ceylan                              |
| Nr. 4     | 14. Juli 2023 | Olaf Schubert (Moderator) Passun Azhand Helene Bockhorst Michael Hatzius                            |
| Nr. 5     | 21. Juli 2023 | Abdelkarim (Moderator) Atze Schröder Filiz Tasdan Okan Seese mit Archie Clapp (Simultandolmetscher) |
| Nr. 6     | 28. Juli 2023 | Tahnee (Moderatorin) Özcan Cosar Moritz Neumeier Nikita Miller                                      |

Am 11. August 2023 zeigte das ZDF einen Rückblick auf die Eröffnungsnummern der zweiten Staffel.

### 2024: Staffel 3
| Folge Nr. | Ausstrahlung   | Gäste                                                                      |
| --------- | -------------- | -------------------------------------------------------------------------- |
| Nr. 1     | 14. Juni 2024  | Michael Mittermeier (Moderator) Alain Frei Eva Karl-Faltermeier Osan Yaran |
| Nr. 2     | 21. Juni 2024  | Bülent Ceylan (Moderator) Ana Lucia Atze Schröder Timur Turga              |
| Nr. 3     | 28. Juni 2024  | Till Reiners (Moderator) Moritz Neumeier Filiz Tasdan Nikita Miller        |
| Nr. 4     | 12. Juli 2024  | Tahnee (Moderatorin) Johann König Mirja Regensburg Alex Stoldt             |
| Nr. 5     | 19. Juli 2024  | Olaf Schubert (Moderator) Christian Ehring Helene Bockhorst Kawus Kalantar |
| Nr. 6     | 19. Juli 2024  | Abdelkarim (Moderator) Sascha Grammel Nicole Jäger Assane Badiane          |
| Nr. 7     | 26. Juli 2024  | Özcan Cosar (Moderator) Maria Clara Groppler Tony Bauer Fred Costea        |
| Nr. 8     | 2. August 2024 | Lisa Feller (Moderatorin) Bastian Bielendorfer Negah Amiri Tobias Mann     |